# 錦洋与三郎
錦洋 与三郎（にしきなだ よさぶろう、1900年7月5日 - 1960年3月1日）は、鹿児島県姶良郡福山町（現霧島市）出身で井筒部屋に所属した大相撲力士。本名は豊平 才蔵。最高位は関脇（関西角力協会では大関をつとめた）だった。現役時代の体格は176cm、111kg。得意技は押し、寄り、掬い投げ。

## 来歴
井筒部屋に入門し、1917年5月場所に初土俵をふむ。1923年5月、新十両、1925年1月に新入幕を果たす。出足早く、攻めの相撲で鳴らした。1925年5月場所には、前頭12枚目で10勝1敗の好成績を挙げたが、優勝は同じ平幕でも上位の大蛇山酉之助に奪われた。そこから上昇気流に乗り、1927年10月には新小結、1928年には関脇に昇進した。三役を長くつとめたので、金星こそ常ノ花寛市からの1個にとどまったが、大関大ノ里萬助には対戦成績でも勝ち越すなど、出羽海一門を相手によく健闘した。
1932年の春秋園事件で天竜三郎らに呼応して脱退、天竜らが設立した関西角力協会の中心として活躍し、1934年には同協会主催の1月場所トーナメントで優勝を果たした。そして、1937年の解散まで土俵をつとめた。なお実弟も早稲田大学相撲部で活躍した。

## 主な成績

### 日本大相撲協会
- 幕内在位：25場所（うち関脇7場所、小結1場所、脱退の1932年1月も含む）
- 幕内成績：137勝101敗3分預23休
- 金星：1個（常ノ花）

### 場所別成績
| 1917年 （大正6年） | x                    | x                    | （前相撲）           | x               |
| 1918年 （大正7年） | 新序 1–2             | x                    | 東序ノ口18枚目 4–1   | x               |
| 1919年 （大正8年） | 西序二段33枚目 4–1   | x                    | 西三段目48枚目 2–3   | x               |
| 1920年 （大正9年） | 西序二段2枚目 4–1    | x                    | 西三段目16枚目 3–2   | x               |
| 1921年 （大正10年） | 西三段目5枚目 4–1    | x                    | 東幕下27枚目 3–2     | x               |
| 1922年 （大正11年） | 東幕下16枚目 2–2 1預 | x                    | 東幕下5枚目 3–2      | x               |
| 1923年 （大正12年） | 東幕下筆頭 優勝 8–2  | x                    | 東十両8枚目 3–3      | x               |
| 1924年 （大正13年） | 西十両8枚目 3–2      | x                    | 東十両4枚目 優勝 7–0 | x               |
| 1925年 （大正14年） | 西前頭11枚目 6–3 2預 | x                    | 東前頭4枚目 6–5      | x               |
| 1926年 （大正15年） | 東前頭3枚目 0–0–11   | x                    | 西前頭12枚目 10–1    | x               |
| 1927年 （昭和2年） | 東前頭5枚目 6–4–1 ★  | 東前頭5枚目 7–4      | 東前頭筆頭 5–6       | 西小結 7–4      |
| 1928年 （昭和3年） | 西前頭筆頭 8–3       | 東関脇 6–5           | 東前頭筆頭 7–4       | 東前頭筆頭 6–5  |
| 1929年 （昭和4年） | 西関脇 8–3           | 西関脇 6–5           | 西関脇 5–6           | 西関脇 7–4      |
| 1930年 （昭和5年） | 西関脇 5–6           | 西関脇 0–5–6         | 西前頭2枚目 4–2–5    | 西前頭2枚目 5–6 |
| 1931年 （昭和6年） | 東前頭筆頭 6–5       | 東前頭筆頭 6–4 1痛分 | 西前頭筆頭 7–4       | 西前頭筆頭 4–7  |
| 1932年 （昭和7年） | 東前頭5枚目 – 脱退   | x                    | x                    | x               |
| 各欄の数字は、「勝ち-負け-休場」を示す。 優勝 引退 休場 十両 幕下 三賞：敢=敢闘賞、殊=殊勲賞、技=技能賞 その他：★=金星 番付階級：幕内 - 十両 - 幕下 - 三段目 - 序二段 - 序ノ口 幕内序列：横綱 - 大関 - 関脇 - 小結 - 前頭（「#数字」は各位内の序列） |                      |                      |                      |                 |

- 1927年1月場所の1休は相手力士の休場によるもの

### 関西角力協会
- 優勝：1回（1934年1月場所）[2]